# Lijst van nummer 1-hits in de Zuid-Koreaanse Gaon International Chart in 2012
Deze hits stonden in 2012 op nummer 1 in de Gaon International Chart van Zuid-Korea.
| Datum        | Artiest                           | Titel               |
| ------------ | --------------------------------- | ------------------- |
| 7 januari    | Jason Mraz                        | I won't give up     |
| 14 januari   | Jason Mraz                        | I won't give up     |
| 21 januari   | Steve Aoki, LMFAO & Nervo         | Livin' my love      |
| 28 januari   | Steve Aoki, LMFAO & Nervo         | Livin' my love      |
| 4 februari   | Steve Aoki, LMFAO & Nervo         | Livin' my love      |
| 11 februari  | Rachel Yamagata                   | Be be your love     |
| 18 februari  | Rachel Yamagata                   | Be be your love     |
| 25 februari  | Rachel Yamagata                   | Be be your love     |
| 3 maart      | Far East Movement & Justin Bieber | Live my life        |
| 10 maart     | Adele                             | Rolling in the deep |
| 17 maart     | Jason Mraz                        | The freedom song    |
| 24 maart     | Maroon 5 & Christina Aguilera     | Moves like Jagger   |
| 31 maart     | Maroon 5 & Christina Aguilera     | Moves like Jagger   |
| 7 april      | Maroon 5 & Christina Aguilera     | Moves like Jagger   |
| 14 april     | Maroon 5 & Christina Aguilera     | Moves like Jagger   |
| 21 april     | Maroon 5 & Wiz Khalifa            | Payphone            |
| 28 april     | Maroon 5 & Wiz Khalifa            | Payphone            |
| 5 mei        | Maroon 5 & Wiz Khalifa            | Payphone            |
| 12 mei       | Maroon 5 & Wiz Khalifa            | Payphone            |
| 19 mei       | Maroon 5 & Wiz Khalifa            | Payphone            |
| 26 mei       | Maroon 5 & Wiz Khalifa            | Payphone            |
| 2 juni       | Maroon 5 & Wiz Khalifa            | Payphone            |
| 9 juni       | Maroon 5 & Wiz Khalifa            | Payphone            |
| 16 juni      | Maroon 5 & Wiz Khalifa            | Payphone            |
| 23 juni      | Maroon 5 & Wiz Khalifa            | Payphone            |
| 30 juni      | Maroon 5                          | One more night      |
| 7 juli       | Maroon 5                          | One more night      |
| 14 juli      | Maroon 5                          | One more night      |
| 21 juli      | Maroon 5                          | One more night      |
| 28 juli      | Maroon 5                          | One more night      |
| 4 augustus   | Maroon 5                          | One more night      |
| 11 augustus  | Maroon 5                          | One more night      |
| 18 augustus  | Maroon 5                          | One more night      |
| 25 augustus  | Maroon 5                          | One more night      |
| 1 september  | Maroon 5                          | One more night      |
| 8 september  | Maroon 5                          | One more night      |
| 15 september | Alicia Keys & Nicki Minaj         | Girl on fire        |
| 22 september | Maroon 5                          | One more night      |
| 29 september | Maroon 5                          | One more night      |
| 6 oktober    | Maroon 5                          | One more night      |
| 13 oktober   | Maroon 5                          | One more night      |
| 20 oktober   | Maroon 5                          | One more night      |
| 27 oktober   | Maroon 5                          | One more night      |
| 3 november   | Maroon 5                          | One more night      |
| 10 november  | Ne-Yo                             | Miss right          |
| 17 november  | Ne-Yo                             | Miss right          |
| 24 november  | Carly Rae Jepsen                  | Call me maybe       |
| 1 december   | Alicia Keys                       | Tears always win    |
| 8 december   | Alicia Keys                       | Tears always win    |
| 15 december  | Bruno Mars                        | Young girls         |
| 22 december  | Bruno Mars                        | Young girls         |
| 29 december  | Les Misérables Cast               | One day more        |

2012 ·
2013 ·
2014 ·
2015 ·
2016
- Nederland (Top 40)
- Nederland (Single Top 100)
- Nederland (3FM Mega Top 50)
- Nederland (iTunes Top 30)
- Nederland (Graadmeter)
- Vlaanderen (Radio 2 Top 30)
- Vlaanderen (Ultratop 50)
- Vlaanderen (Top 30 van Ultratop)
- Vlaanderen (De Afrekening)
- Wallonië
- Australië
- Canada
- Denemarken
- Duitsland
- Finland
- Frankrijk
- Ierland
- Italië
- Luxemburg
- Nieuw-Zeeland
- Noorwegen
- Oostenrijk
- Polen
- Portugal
- Spanje
- Verenigd Koninkrijk
- Verenigde Staten (Hot 100)
- Zweden
- Zwitserland